# سطيح موازن (طائرة)

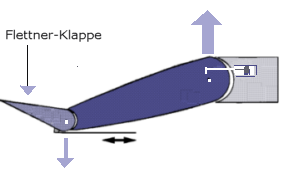

سطيح موازن (بالإنجليزية: Servo Tab)‏ هو آلة مفصلية صغيرة تثبت بنهاية سطح التوجيه الرئيسي للمساعدة بتحريك سطح التوجيه خلال الطيران.
السطيح الموازن يتحرك بالإتجاه المعاكس للسطح التوجيه الرئيسي. فموقع السطيح مهم جدا فهو قريب من الحافة الخلفية للسطح لذلك يتمكن من تحريك سطح التوجيه للإتجاه المعاكس، والفائدة من هذا الشيء هو تخفيف تحريك سطح التوجيه من قبل الطيار، فيحرك السطيح ميكانيكيا والذي بدوره يحرك السطح الرئيسي (عادة يكون الجنيح أو الرافع) بالإتجاه المعاكس فيحقق المطلوب.

## سطيح موازن معاكس
وهو سطيح يعمل بطريقة معاكسة للسطيح الموازن. فهو يعمل بنفس اتجاه سطح التوجيه الرئيسي. فتحريك سطح التوجيه الرئيس له بعض الصعوبة يتطلب قوة أكثر من قبل الطيار، فهذا أحيانا يعطي نتائج عكسية ولكن استخدامه بالطائرات التي يكون التحكم سهل أو يتطلب توازن اضافي لمحاور الدوران. فميزة السطيح المعاكس أنه يرفع من التوازن ولكن يجعل التحكم أصعب من طرف الطيار.
بعض الطائرات التي تطير بالرافع الموازن (Stabilator) يكون عمل الموازن المعاكس كآلة تعديل، ويسمى أحيانا بمصطلح سطيح توازن (balance tab).